# 日詰バイパス
- 日本の道路 > 一般国道 > 国道4号 > 日詰バイパス

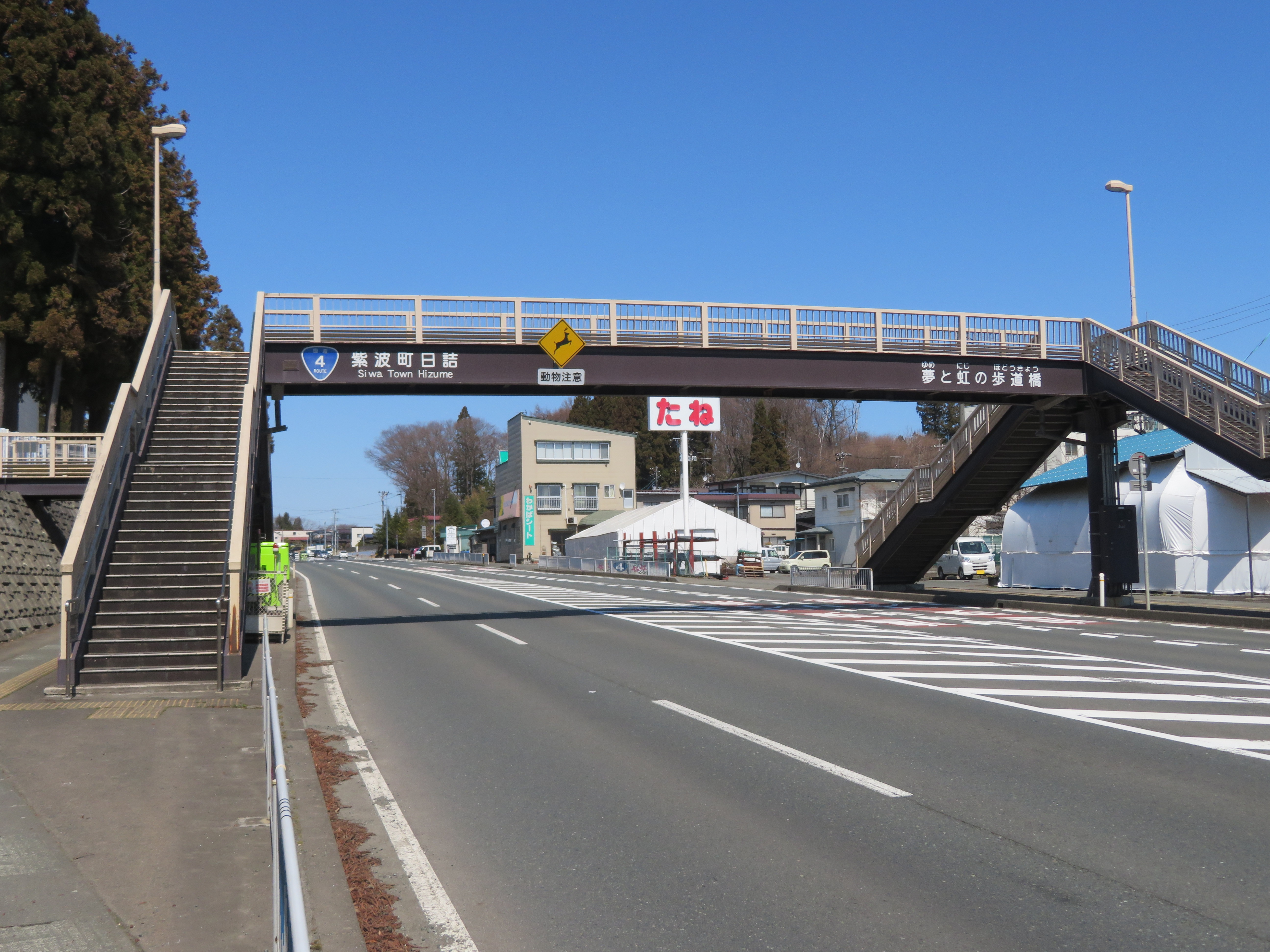
岩手県紫波郡紫波町日詰付近

日詰バイパス（ひづめバイパス）は、国道4号のバイパス道路である。

## 概要
紫波町中心部の混雑緩和のため1968年3月に開通
。途中にあった見通しの悪い直角コーナーが解消されている。全面アスファルト舗装（一部排水性舗装）。中央分離帯付き片側2車線。

### 要目
- 起点：岩手県紫波郡紫波町桜町（東北自動車道紫波インター入口）
- 終点：岩手県紫波郡紫波町日詰字町裏（JR東北本線紫波中央駅・城山公園入口）

## 交差する道路
- 岩手県道46号紫波インター線（紫波町桜町字浦田・紫波I.C入口交差点）
- 岩手県道25号紫波江繋線（紫波町日詰字西裏・運動公園入口交差点）